# Les Aventures d'une mouche
Pour les articles homonymes, voir La Mouche.
Les Aventures d'une mouche est une série télévisée d'animation franco-canadienne en 65 épisodes de 5 minutes, créée par Lewis Trondheim et Samuel Kaminka, produite par Philippe Delarue (Futurikon), réalisée par Norman LeBlanc et Charles Sansonetti, d'après la bande dessinée La Mouche de Lewis Trondheim et diffusée en France à partir du 3 septembre 2000 sur France 3 et  Télétoon et au Québec sur Télétoon, puis sur VRAK.TV quelques années plus tard.

## Synopsis
Le personnage principal est une mouche qui vit différentes péripéties dans un environnement contemporain. Les dialogues sont réduits à quelques balbutiements de phrases de temps en temps. La mouche se mêle à la vie des humains et d'autres insectes, qui ont une vie proche de celle des humains.

## Personnages
Dans ce dessin animé, il n'y a qu'un unique personnage, qui est une mouche. Elle possède un corps de forme sphérique, totalement noir, formant à la fois sa tête et son corps, complétés de deux grands yeux et d'une bouche. Cette surface sphérique est surmontée de deux ailes. Elle possède également deux petits bras et deux petites jambes, chaussées de petites chaussures marron.
La voix française de la mouche est assurée par la comédienne Brigitte Lecordier.

## Épisodes
1. La disparition
2. La mouche et le termite
3. La mouche aveugle
4. La peur du noir
5. La base des cosmonautes
6. Bille de clone
7. La goutte orange
8. Mon beau sapin
9. La mouche et le lucane
10. La mouche, la brute et le lucane
11. Le chiensecte
12. La mouche et le bébé
13. Gare aux crampons
14. Pas super le marché
15. Le croissant de lune
16. Recherche chaussure désespérément
17. La séquence des insectateurs
18. La mouche sous la neige
19. La mouche et le lucane VS le gros bourdon
20. Le distributeur
21. En route pour le cosmos
22. Dans le dedans d'un chien
23. Musicomania
24. Le petit bassin
25. La pièce en chocolat
26. Cosmomouche
27. Le château de sable
28. Tous en boîte
29. La mouche et son fantôme
30. La tornade blanche
31. Le hoquet
32. Eh bien, dansez maintenant
33. Le doudou
34. Le pique assiette
35. Le monstre de la jungle
36. Docteur Mouche et Mister Bzzz
37. Reine d'un jour
38. Le bal des papillons
39. Le cafard Naom
40. Vol au-dessus d'un nid de fourmis
41. La mouche et le lilliputien
42. La mouche et les gendarmes
43. La prison dorée
44. La mouche aux trousses
45. La mouche et les fourmis
46. Les jouets
47. La cacophonie fantastique
48. L'usine orange
49. Ange et démon
50. Relax Fax
51. Un ver ça va, deux vers
52. La vie est belle
53. La mouche de cro-magnon
54. La mouche crayonnée
55. Fous de foot
56. La mouche savante
57. La mouche, le miel et les abeilles
58. Les ailes du tigre
59. La maison poussiéreuse
60. La mouche préfère les gros
61. Le travail perpétuel
62. Le coucou à remonter le temps
63. La Coucaracha
64. Dodo la mouche Do
65. La mouche à poil